# Université Seigakuin

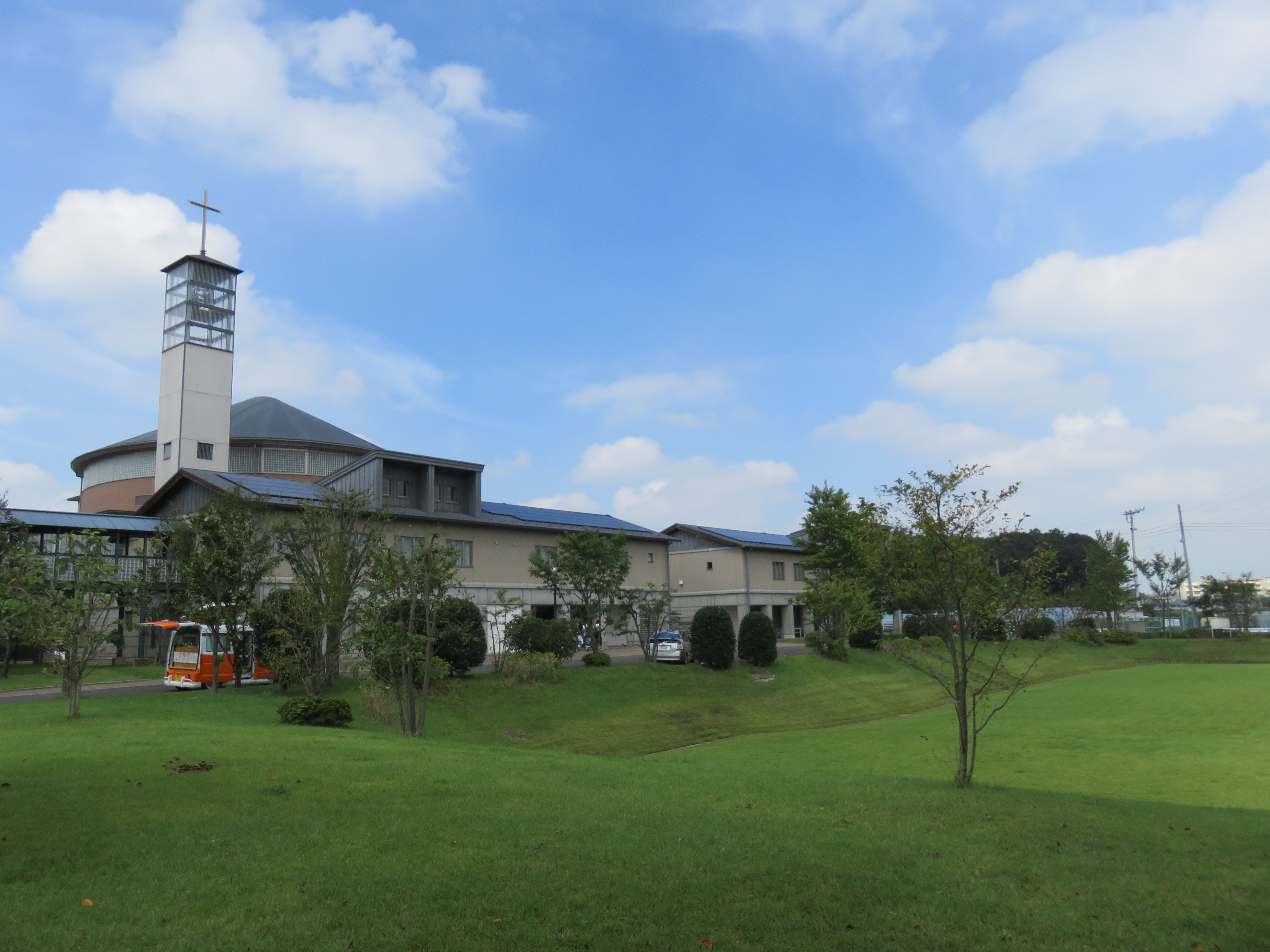

L'université Seigakuin (聖学院大学, Seigakuin daigaku) est une université japonaise privée située à Ageo, dans la préfecture de Saitama.